# Manuel Medrano

Manuel Alejandro Medrano López (Cartagena das Índias, 29 de outubro de 1987), mais conhecido como Manuel Medrano, é um cantor e compositor colombiano de pop e música romântica, ganhador de dois prêmios Grammy Latino.

## Carreira

### Inícios
Sua iniciação no mundo da música se deu graças ao apoio de sua família. A história de Manuel Medrano começa quando, aos quatorze anos, ele foi reprovado na escola e, como "castigo", seus pais o presentearam com um violão. A partir dos dezesseis anos ele começou a compor canções — o que o motivou a iniciar sua carreira.
Medrano tocou em diversos bares de Bogotá durante vários anos enquanto compunha muitas das canções que anos depois lhe dariam o reconhecimento a nível nacional.

### Reconhecimento
As redes sociais, principalmente o YouTube, foram os principais meios pelos quais se deu seu reconhecimento, Medrano cantava covers de outros artistas e fazia versões acústicas de suas composições. Em agosto de 2014, ele lançou "Afuera del planeta", seu primeiro single de maneira independente, que pouco a pouco levou as rádios nacionais até o ponto de tornar uma das músicas do ano e dar-lhe duas indicações aos Premios SHOCK — premiação musical da revista colombiana SHOCK.
No início de 2015, ele assinou com a gravadora multinacional Warner Music e  meses depois lançou seu segundo single promocional "Bajo el Agua", que acumulou mais de 75.000.000 visualizações no YouTube e foi bem recebido na Colômbia e no México. No ano de 2016, ele ganhou dois Grammy Latino nas categorias Melhor Artista Revelação e Melhor Álbum de Cantor-Compositor.
Manuel Medrano compõe música romântica que ele chama de "pop-cast", porque não descende de um gênero específico, mas de várias influências de cantores e compositores latino-americanos.

## Discografia

### Álbuns de estúdio
- 2017 — Manuel Medrano

### Singles
- Afuera del planeta
- Bajo el agua
- Una y otra vez
- La mujer que bota fuego